# Episodi di Genesis (prima stagione)
| nº | Titolo originale           | Titolo italiano           | Prima TV Spagna | Prima TV Italia  |
| -- | -------------------------- | ------------------------- | --------------- | ---------------- |
| 1  | Los desastres de la guerra | I disastri della guerra   | 3 maggio 2006   | 7 febbraio 2008  |
| 2  | La Estrella de Satan       | La stella di satana       | 10 maggio 2006  | 14 febbraio 2008 |
| 3  | Las lagrimas de Raimmis    | Anagramma esoterico       | 17 maggio 2006  | 21 febbraio 2008 |
| 4  | Ojos sin vida              | Occhi senza vita          | 24 maggio 2006  | 28 febbraio 2008 |
| 5  | Pacto de sangre            | Patto di sangue           | 31 maggio 2006  | 6 marzo 2008     |
| 6  | En la Oscuridad            | Nell'oscurità             | 7 giugno 2006   | 13 marzo 2008    |
| 7  | Suicidas                   | Suicidi apparenti         | 14 giugno 2006  | 20 marzo 2008    |
| 8  | La Virtud de Asesino (1)   | Un assassino virtuoso (1) | 21 giugno 2006  | 27 marzo 2008    |
| 9  | La Virtud de Asesino (2)   | Un assassino virtuoso (2) | 28 giugno 2006  | 3 aprile 2008    |